# Список потерь Ми-8 и его модификаций (2010 год)

Список потерянных Ми-8 всех модификаций (включая Ми-9, -14, -17, -18, -19, -171 и -172) составлен по данным из открытых источников и учитывает только авиационные происшествия или воздействие внешних сил, приведшие к утрате вертолёта или его списанию вследствие полученных повреждений.
Список не полный и не окончательный.

## Список аварий и катастроф
| № п/п | Дата     | Модификация / Бортовой номер | Место                                                               | Жертвы / На борту | Краткое описание |
| ----- | -------- | ---------------------------- | ------------------------------------------------------------------- | ----------------- | --- |
| 1     | 11 марта | Ми-8Т UP-MI817               | Восточно-Казахстанская область, Урджарский район                    | 8/8               | Потерпел катастрофу при полёте в неблагоприятных метеоусловиях. |
| 2     | 10 апр.  | Ми-8Т RA-22881               | Камчатский край, Елизовский район                                   | 2/3               | Экипаж высадил горнолыжников на склоне горы, а сам перелетел ниже и посадил вертолёт на безопасной возвышенности в ожидании спустившихся туристов. Во время спуска горнолыжники вызвали спуск снежной лавины, которая по неожиданной (по результатам расследования комиссии) траектории, накрыла стоявший на возвышенности вертолёт. Погибли бортмеханик и второй пилот, а также 8 горнолыжников на склоне. Остальные с травмами различной степени тяжести доставлены в больницу. |
| 3     | 1 окт.   | / Ми-8МТВ-1 RА-25455         | близ Сехвана                                                        | 0/13              | Вертолёт выполнял полёты в рамках миссии ООН World Food Programme в пострадавших от наводнения районах Пакистана. В ходе одного из полётов произошел отказ двигателя. Экипаж совершил вынужденную посадку на залитую наводнением территорию севернее озера Манчар. Глубина воды в месте посадки составляла около 1,5 м. При посадке машина частично разрушилась, находившиеся на борту пассажиры и члены экипажа получили травмы различной степени тяжести. |
| 4     | 2 нояб.  | Ми-8МТВ-2 RF-28532           | Сахалинская область, близ Южно-Сахалинска                           | 4/4               | Во время выполнения ночного тренировочного полёта произошёл отказ правого авиагоризонта, что не было своевременно обнаружено экипажем. В дальнейшем получающий неверную информацию автопилот ввёл вертолёт в крен, превышающий эксплуатационные ограничения, и произошло сваливание машины с разгоном поступательной скорости полёта. Из-за скоротечности развития событий и затруднённого пространственного ориентирования экипаж не смог вовремя отреагировать на аварийную ситуацию и вертолёт с большим правым креном, на скорости более 200 км/ч, с высоты 400 метров упал в болотистую местность. Машина сгорела, экипаж погиб. |
| 5     | 25 нояб. | Ми-8Т RA-22376               | Омская область, Тарский район, 60 км северо-восточнее села Петровка | 8/11              | При заходе на посадку на высоте 5 м началось неконтролируемое самопроизвольное вращение вертолёта со всё увеличивающейся угловой скоростью. КВС произвёл вынужденную посадку и машина упала на землю с последующим опрокидыванием на правый борт примерно в 50 м от посадочной площадки. После удара вертолёта о землю возник пожар, в результате которого находящиеся в грузовой кабине пассажиры погибли. |
| 6     | 19 дек.  | Ми-8Т RА-24655               | ЯНАО, полуостров Ямал                                               | 1/18              | При заходе на посадку в условиях недостаточной видимости (туман) экипаж потерял наземные ориентиры и в поисках их перестал контролировать показания приборов. В результате чего вертолёт снизился до опасной высоты, грубо столкнулся с землёй и разрушился. Из-за соударения лопастями несущего винта по кабине погиб КВС. |